# Iwan Bobekow

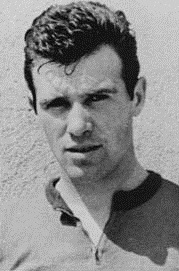
Iwan Bobekow (1961)

Iwan Bobekow (bulgarisch: Иван Бобеков; * 17. September 1940 in Plowdiw) ist ein ehemaliger bulgarischer Radrennfahrer und nationaler Meister im Radsport.

## Sportliche Laufbahn
Bobekow war im Straßenradsport aktiv. Er gewann 1962 die heimische Bulgarien-Rundfahrt vor Johannes Schober aus der DDR. Diesen Erfolg wiederholte er 1966. Im Verlauf seiner Karriere gewann er mehrfach Etappen dieser Rundfahrt. 1963 und 1964 wurde er jeweils Dritter des Rennens. 1966 siegte er in der International Presidency Turkey Tour. Er startete insgesamt achtmal in der Internationalen Friedensfahrt. Mit dem 19. Platz 1966 erreichte er sein bestes Resultat in der Rundfahrt. 1965 fuhr er die Tour de l’Avenir (schied jedoch aus), im selben Jahr war er bulgarischer Meister im Straßenrennen geworden.